# カープ (小惑星)
カープ (44711 Carp) は、火星と木星の間を公転している太陽系の小惑星のひとつ。
愛媛県久万高原町にある町立久万高原天体観測館職員の中村彰正が1999年に発見し、2003年に日本のプロ野球球団広島東洋カープにちなんで命名した（中村は長年の広島ファンである）。なお彼は数多くの小惑星を発見しており、ほかにも多数のユニークな命名をしている。